# Cymopterus anisatus
Cymopterus anisatus là một loài thực vật có hoa trong họ Hoa tán. Loài này được A.Gray mô tả khoa học đầu tiên năm 1863.